# Виндорф
Виндорф (њем. Windorf) град је у њемачкој савезној држави Баварска. Једно је од 38 општинских средишта округа Пасау. Према процјени из 2010. у граду је живјело 4.738 становника. Посједује регионалну шифру (AGS) 9275159.

## Географски и демографски подаци
Виндорф се налази у савезној држави Баварска у округу Пасау. Град се налази на надморској висини од 306–540 метара. Површина општине износи 56,9 km². У самом граду је, према процјени из 2010. године, живјело 4.738 становника. Просјечна густина становништва износи 83 становника/km².